# Odprto prvenstvo ZDA 1980
Odprto prvenstvo ZDA 1980 je teniški turnir za Grand Slam, ki je med 26. avgustom in 7. septembrom 1980 potekal v New Yorku.

## Moški posamično
John McEnroe :  Björn Borg, 7–6 (7–4), 6–1, 6–7(5–7), 5–7, 6–4

## Ženske posamično
Chris Evert :  Hana Mandlíková, 5–7, 6–1, 6–1

## Moške dvojice
Bob Lutz /  Stan Smith :  John McEnroe /  Peter Fleming, 7–5, 3–6, 6–1, 3–6, 6–3

## Ženske  dvojice
Billie Jean King /  Martina Navratilova :  Pam Shriver /  Betty Stöve, 7–6 (7–2), 7–5

## Mešane dvojice
Wendy Turnbull /  Marty Riessen :  Betty Stöve /  Frew McMillan, 7–5, 6–2